# Girolamo Basso della Rovere
Girolamo Basso della Rovere (Albissola Marina, 1434 – Fabrica di Roma, 1º settembre 1507) è stato un cardinale italiano.

## Biografia
Era figlio di Giovanni Basso, conte di Bistagno e Monastero, e Luchina della Rovere, sorella di papa Sisto IV.
Nel 1472 fu nominato vescovo di Albenga e mantenne la carica fino al 1476, quando fu nominato vescovo di Macerata e Recanati e mantenne quest'ultima carica per ventisette anni fino alla morte. Papa Sisto IV lo elevò al rango di cardinale nel concistoro del 10 dicembre 1477.
Nella diocesi di Recanati ricadeva all'epoca Santa Maria di Loreto che proprio nell'anno della morte di Girolamo - il 25 ottobre - verrà elevata da papa Giulio II Della Rovere (1443 / 1513 eletto nel 1503) al rango di santuario (bolla In sublimia) realizzando così ciò che non era riuscito allo zio Sisto IV: porre sotto la diretta giurisdizione papale la basilica lauretana.
Il 23 settembre 1482 divenne anche amministratore apostolico della diocesi di Gubbio, fino al 9 gennaio 1492 quando diede le dimissioni.
Morì il 1º settembre 1507 a Fabrica di Roma, il suo corpo fu trasportato a Roma e venne sepolto nella basilica di Santa Maria del Popolo, dove il papa Giulio II, suo parente, commissionò ad Andrea Sansovino la realizzazione dello splendido monumento funebre.